# نصر الله عبد اللهي
نصر الله عبد اللهي قالب:فارسي، من مواليد العاصمة الإيرانية طهران بتاريخ 2 سبتمبر 1951م، وهو لاعب كرة قدم إيراني سابق، شارك مع المنتخب الإيراني في كأس آسيا سنة 1976م والذي توج اللقب للمرة الثالثة في تاريخه، وفي نفس العام شاركت المنتخب الإيراني في دورة الألعاب الأولمبية الصيفية، كما تمكنت إيران من التأهل إلى نهائيات كأس العالم لكرة القدم سنة 1978م في الأرجنتين.